# .sd
A .sd Szudán internetes legfelső szintű tartomány kódja, melyet 1997-ben hoztak létre.

## Második szintű tartománykódok
- com.sd – kereskedelmi szervezeteknek.
- net.sd – hálózatfenntartóknak.
- org.sd – szudáni nonprofit szervezeteknek.
- edu.sd – szudáni oktatási intézményeknek.
- med.sd – egészségügyi intézményeknek.
- tv.sd – médiának.
- gov.sd – kormányzati szervezeteknek.
- info.sd – újságoknak, információs oldalaknak.